# Kolur, Krishnarajanagara
Kolur là một làng thuộc tehsil Krishnarajanagara, huyện Mysore, bang Karnataka, Ấn Độ.